# Districtul Alzey-Worms
Districtul Alzey-Worms este un district rural (în germană Landkreis) în landul Renania-Palatinat, Germania.
1. 1 2 3  GeoNames